# David Richards (automobilismo)
David Pender Richards (St Paul's Cray, 3 giugno 1952) è un dirigente sportivo ed ex copilota di rally britannico.
È il direttore della Prodrive ed è stato manager delle squadre Benetton e BAR di Formula 1 e presidente della Aston Martin.

## Biografia
Nato nel Kent, in Gran Bretagna, e cresciuto nel Galles settentrionale, Richards esordì nello sport come co-pilota di rally arrivando a vincere il campionato mondiale con Ari Vatanen nel 1981. Dopo il ritiro dall'agonismo, nel 1984 fondò la Prodrive, struttura che ebbe in gestione il programma del team Subaru nel mondiale rally.
A settembre del 1997 subentrò a Flavio Briatore nel ruolo di amministratore delegato del team Benetton di Formula 1, ricoprendo tale incarico fino a ottobre del 1998. Alla fine del 2001 fu ingaggiato dalla BAR, scuderia che Richards diresse fino alla fine del 2004 quando, a seguito dell'aumento della partecipazione azionaria della Honda nella squadra, fu sostituito da Nick Fry.
Nell'aprile 2006 Richards ottenne l'iscrizione, poi non concretizzatasi in effettiva partecipazione, in Formula 1 per la Prodrive a partire dalla stagione 2008 in seguito al cambiamento di regolamenti progettato dalla Federazione Internazionale dell'Automobile. Nel 2007 insieme ad altri investitori acquisì dalla Ford la quota di maggioranza della Aston Martin, di cui fu presidente fino alla fine del 2013.

## Risultati nel WRC
| 1974 | Scuderia | Vettura                 |  |  |  |  |  |  |     |  |  |  |  |  |  |  |  |  | Punti | Pos. |
| ---- | -------- | ----------------------- |  |  |  |  |  |  | --- |  |  |  |  |  |  |  |  |  | ----- | ---- |
| 1974 |          | Ford Escort RS 1600 MKI |  |  |  |  |  |  | Rit |  |  |  |  |  |  |  |  |  | [ 7 ] |      |

| 1975 | Scuderia         | Vettura          |  |  |  |  |  |  |  |  |  |   |  |  |  |  |  |  | Punti | Pos. |
| ---- | ---------------- | ---------------- |  |  |  |  |  |  |  |  |  | - |  |  |  |  |  |  | ----- | ---- |
| 1975 | Dealer Team Opel | Opel Kadett GT/E |  |  |  |  |  |  |  |  |  | 4 |  |  |  |  |  |  | [ 8 ] |      |

| 1976 | Scuderia             | Vettura     |  |  |  |  |  |  |  |  |  |     |  |  |  |  |  |  | Punti | Pos. |
| ---- | -------------------- | ----------- |  |  |  |  |  |  |  |  |  | --- |  |  |  |  |  |  | ----- | ---- |
| 1976 | British Leyland Cars | Triumph TR7 |  |  |  |  |  |  |  |  |  | Rit |  |  |  |  |  |  | [ 8 ] |      |

| 1979 | Scuderia                                | Vettura                                        |    |     |  |  |  |   |   |   |  |  |   |  |  |  |  |  | Punti | Pos. |
| ---- | --------------------------------------- | ---------------------------------------------- | -- | --- |  |  |  | - | - | - |  |  | - |  |  |  |  |  | ----- | ---- |
| 1979 | Rothmans Rally Team Ford Motor Co. Ltd. | Ford Fiesta MK1 1600S Ford Escort RS 1800 MKII | 10 | Rit |  |  |  | 3 | 2 | 3 |  |  | 4 |  |  |  |  |  | 50    | 4º   |

| 1980 | Scuderia                            | Vettura                  |     |  |     |  |   |  |   |  |   |  |     |  |  |  |  |  | Punti | Pos. |
| ---- | ----------------------------------- | ------------------------ | --- |  | --- |  | - |  | - |  | - |  | --- |  |  |  |  |  | ----- | ---- |
| 1980 | Publimmo Racing Rothmans Rally Team | Ford Escort RS 1800 MKII | Rit |  | Rit |  | 1 |  | 2 |  | 2 |  | Rit |  |  |  |  |  | 50    | 4º   |

| 1981 | Scuderia            | Vettura                  |     |   |     |  |  |   |     |   |   |   |   |   |  |  |  |  | Punti | Pos. |
| ---- | ------------------- | ------------------------ | --- | - | --- |  |  | - | --- | - | - | - | - | - |  |  |  |  | ----- | ---- |
| 1981 | Rothmans Rally Team | Ford Escort RS 1800 MKII | Rit | 2 | Rit |  |  | 1 | Rit | 1 | 1 | 7 | 9 | 2 |  |  |  |  | [ 9 ] |      |

| Legenda | 1º posto | 2º posto | 3º posto | A punti | Senza punti | Ritirato | Squalificato | NP=Non partito C=Gara cancellata | Apice=Power stage |